# Qatar Total Open 2020
Qatar Total Open 2020 byl tenisový turnaj pořádaný jako součást ženského okruhu WTA Tour, který se odehrával na otevřených dvorcích s tvrdým povrchem v areálu Khalifa International Tennis and Squash Complex. Konal se mezi 23. až 29. únorem 2020 ve katarském hlavním městě Dauhá jako osmnáctý ročník turnaje.
Událost s rozpočtem 3 240 445 dolarů patřila do kategorie WTA Premier 5. Do soutěže dvouhry nastoupilo padesát šest hráček a čtyřhry se zúčastnilo dvacet osm párů.
Nejvýše nasazenou hráčkou ve dvouhře se stala světová jednička Ashleigh Bartyová z Austrálie, jež dohrála v semifinále na raketě Kvitové. Češka tak přerušila šňůru čtyř proher s Australankou. Jako poslední přímá účastnice do dvouhry zasáhla 56. hráčka žebříčku Polka  Iga Świąteková.
Šestý singlový titul na okruhu WTA Tour vybojovala 21letá Běloruska Aryna Sabalenková, který pro ni znamenal třetí výhru v kategorii Premier 5. Bodový zisk ji na žebříčku WTA posunul na 11. místo, ke vystřidala poraženou finalistku Petru Kvitovou. Čtyřhru vyhrál tchajwansko-český pár Sie Šu-wej a Barbora Strýcová, jehož členky ovládly tři ze čtyř turnajů, do nichž v probíhající sezóně nastoupily. Trofeje z obou turnajů na Arabském poloostrově v Dauhá a Dubaji si během jedné sezóny v předchozí historii odvezly pouze Lisa Raymondová s Liezel Huberovou v roce 2012.

## Distribuce bodů a finančních odměn

### Distribuce bodů
| Soutěž  | vítězky | finalistky | semifinalistky | čtvrtfinalistky | 16 v kole | 32 v kole | 56 v kole | Q  | Q2 | Q1 |
| ------- | ------- | ---------- | -------------- | --------------- | --------- | --------- | --------- | -- | -- | -- |
| dvouhra | 900     | 585        | 350            | 190             | 105       | 60        | 1         | 30 | 20 | 1  |
| čtyřhra | 900     | 585        | 350            | 190             | 105       | 1         | —         | —  | —  | —  |

### Finanční odměny
| Soutěž                                | vítězky   | finalistky | semifinalistky | čtvrtfinalistky | 16 v kole | 32 v kole | 56 v kole | Q2      | Q1      |
| ------------------------------------- | --------- | ---------- | -------------- | --------------- | --------- | --------- | --------- | ------- | ------- |
| dvouhra                               | 605 000 $ | 304 005 $  | 151 515 $      | 69 775 $        | 34 500 $  | 17 800 $  | 9 100 $   | 5 080 $ | 2 620 $ |
| čtyřhra                               | 172 000 $ | 87 000 $   | 43 500 $       | 21 700 $        | 11 000 $  | 5 500 $   | —         | —       | —       |
| částky ve čtyřhře jsou uváděny na pár |           |            |                |                 |           |           |           |         |         |

## Ženská dvouhra

### Nasazení
| Stát                           | Hráčka              | WTA | Nasazení |
| ------------------------------ | ------------------- | --- | -------- |
| Austrálie                      | Ashleigh Bartyová   | 1.  | 1.       |
| Rumunsko                       | Simona Halepová     | 2.  | 2.       |
| Česko                          | Karolína Plíšková   | 3.  | 3.       |
| Švýcarsko                      | Belinda Bencicová   | 4.  | 4.       |
| Ukrajina                       | Elina Svitolinová   | 6.  | 5.       |
| USA                            | Sofia Keninová      | 7.  | 6.       |
| Nizozemsko                     | Kiki Bertensová     | 8.  | 7.       |
| Česko                          | Petra Kvitová       | 11. | 8.       |
| Bělorusko                      | Aryna Sabalenková   | 13. | 9.       |
| Chorvatsko                     | Petra Martićová     | 15. | 10.      |
| Španělsko                      | Garbiñe Muguruzaová | 16. | 11.      |
| Česko                          | Markéta Vondroušová | 17. | 12.      |
| USA                            | Alison Riskeová     | 18  | 13       |
| Kazachstán                     | Jelena Rybakinová   | 19. | 14.      |
| Řecko                          | Maria Sakkariová    | 21. | 15.      |
| Belgie                         | Elise Mertensová    | 22. | 16.      |
| Chorvatsko                     | Donna Vekićová      | 23. | 17.      |
| Žebříček WTA ke 17. únoru 2020 |                     |     |          |

### Jiné formy účasti
Následující hráčky obdržely divokou kartu do hlavní soutěže:
- Çağla Büyükakçay
- Sorana Cîrsteaová
- Ons Džabúrová
- Věra Zvonarevová

Následující hráčka nastoupila do hlavní soutěže pod žebříčkovou ochranou:
- Jaroslava Švedovová

Následující hráčky postoupily z kvalifikace:
- Kirsten Flipkensová
- Priscilla Honová
- Darja Kasatkinová
- Tereza Martincová
- Bernarda Peraová
- Laura Siegemundová
- Kateřina Siniaková
- Jil Teichmannová

Následující hráčky postoupily z kvalifikace jako tzv. šťastné poražené:
- Tímea Babosová
- Misaki Doiová

### Odhlášení
před zahájením turnaje
- Bianca Andreescuová → nahradila ji  Jennifer Bradyová
- Catherine Bellisová → nahradila ji  Polona Hercogová
- Danielle Collinsová → nahradila ji  Světlana Kuzněcovová
- Simona Halepová → nahradila ji  Misaki Doiová
- Angelique Kerberová → nahradila ji  Carla Suárezová Navarrová
- Johanna Kontaová → nahradila ji  Ajla Tomljanovićová
- Anastasija Pavljučenkovová → nahradila ji  Tímea Babosová

v průběhu turnaje
- Amanda Anisimovová[1]
- Jelena Rybakinová[1]

## Ženská čtyřhra

### Nasazení
| Stát                                                                      | Hráčka             | Stát             | Hráčka                 | WTA | Nasazení |
| ------------------------------------------------------------------------- | ------------------ | ---------------- | ---------------------- | --- | -------- |
| Čínská Tchaj-pej                                                          | Sie Šu-wej         | Česko            | Barbora Strýcová       | 3.  | 1.       |
| Maďarsko                                                                  | Tímea Babosová     | Francie          | Kristina Mladenovicová | 7.  | 2.       |
| Belgie                                                                    | Elise Mertensová   | Bělorusko        | Aryna Sabalenková      | 11. | 3.       |
| Česko                                                                     | Barbora Krejčíková | Česko            | Kateřina Siniaková     | 19. | 4.       |
| USA                                                                       | Nicole Melicharová | Čína             | Sü I-fan               | 26. | 5.       |
| Kanada                                                                    | Gabriela Dabrowská | Lotyšsko         | Jeļena Ostapenková     | 26. | 6.       |
| Čínská Tchaj-pej                                                          | Čan Chao-čching    | Čínská Tchaj-pej | Latisha Chan           | 26. | 7.       |
| Austrálie                                                                 | Ashleigh Bartyová  | Nizozemsko       | Demi Schuursová        | 27. | 8.       |
| Žebříček WTA k 17. únoru 2020; číslo je součtem umístění obou členek páru |                    |                  |                        |     |          |

### Jiné formy účasti
Následující páry obdržely divokou kartu do hlavní soutěže:
- Çağla Büyükakçay /  Laura Siegemundová
- Caroline Garciaová /  Sania Mirzaová
- Alla Kudrjavcevová /  Katarina Srebotniková

### Odhlášení
v průběhu turnaje
- Latisha Chan (závrať)[2]

## Přehled finále

### Ženská dvouhra
- Aryna Sabalenková vs.  Petra Kvitová, 6–3, 6–3

### Ženská čtyřhra
- Sie Šu-wej /  Barbora Strýcová vs.  Gabriela Dabrowská /  Jeļena Ostapenková, 6–2, 5–7, [10–2]